# SpaceX Crew-8
SpaceX Crew-8 byl osmý operační let kosmické lodi Crew Dragon od SpaceX. Na Mezinárodní vesmírnou stanici (ISS) dopravila čtyři členy Expedice 71, další dlouhodobé posádky stanice. Start se uskutečnil 4. března 2024, na Zemi se loď vrátila 25. října 2024. Mise trvající bezmála osm měsíců se tak stala nejdelším letem americké kosmické lodi s posádkou v historii.  

## Kosmická loď Crew Dragon
Crew Dragon je kosmická loď pro lety s posádkou navržená v rámci programu NASA CCDev, (Commercial Crew Development) společností SpaceX, především pro dopravu astronautů na Mezinárodní vesmírnou stanici. SpaceX ale loď používá i pro další účely mimo spolupráci s NASA (komerční programy Inspiration4, Axiom Space a Polaris).  

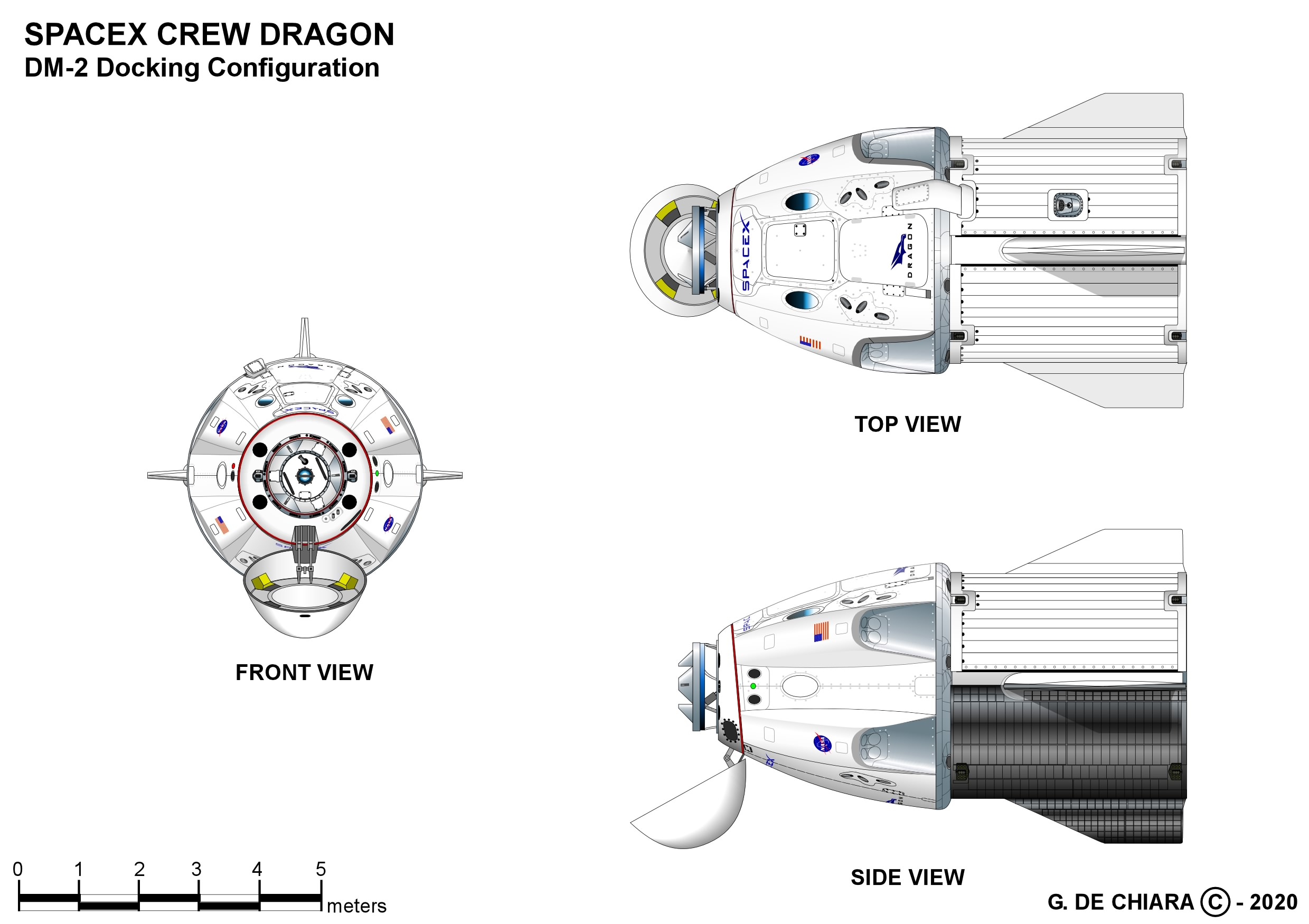
Crew Dragon v letové konfiguraci.

Crew Dragon tvoří znovupoužitelná kabina kónického tvaru a nástavec v podobě dutého válce (tzv. trunk). V kabině je hermetizovaný prostor o objemu 9,3 m3, v němž lze umístit sedačky až pro sedm osob (NASA pro lety k ISS využívá 4 místa). Nástavec je možné využít pro dopravu nákladu, který nemusí být umístěn v hermetizovaném prostoru (např. zařízení určeného pro umístění na vnější straně ISS, tedy v otevřeném kosmickém prostoru. Sestava kabiny a nástavce ve startovní pozici měří na výšku 8,1 metru a v průměru má 4 metry. 

## Posádka
Hlavní posádka:
- Matthew Dominick (1), NASA – velitel
- Michael Barratt (3), NASA – pilot
- Jeanette Eppsová (1), NASA – letová specialistka
- Alexandr Grebjonkin (1), Roskosmos – letový specialista

V závorkách je uveden dosavadní počet letů do vesmíru včetně této mise.
Roskosmos nominoval Alexandra Grebjonkina do hlavní posádky SpaceX Crew-8 (a tím i do záložní posádky SpaceX Crew-7) 1. března 2023. Představitelé NASA obratem potvrdili, že vedou jednání s ruskou stranou o výměně členů posádek pro Expedici 71 plánovanou na období od jara do podzimu 2024. Cesty jednoho ruského kosmonauta v lodi Crew Dragon a jednoho amerického v lodi Sojuz budou pokračováním této spolupráce zahájené na podzim 2022 lety SpaceX Crew-5 a Sojuz MS-22. Kompletní složení posádky Crew-8 neformálně vyplynulo z fotoreportáže na webu Střediska přípravy kosmonautů J. A. Gagarina v dubnu 2023, kde čtveřice cvičila jako záložní posádka Crew-7. NASA své tři nominace definitivně potvrdila na začátku srpna 2023. Zajímavostí je, že Jeanette Eppsová byla do posádky Crew-8 přeřazena z posádky Starlineru-1, do níž byla jmenována v srpnu 2020.
Záložní posádka:
- Zena Cardmanová, NASA – velitelka
- Nick Hague, NASA – pilot
- Stephanie Wilsonová, NASA – letová specialistka
- Alexandr Gorbunov, Roskosmos – letový specialista

## Příprava a průběh letu
Očekávaný termín startu mise Crew-8 nebyl dlouho jasný – situaci komplikoval nedokončený certifikační proces nové lodi Starliner, která by se měla podle původních očekávání v dopravě posádek na ISS střídat v půlročních cyklech s loděmi Crew Dragon. Výrobce Starlineru, společnost Boeing, však není schopen splnit jednu z podmínek certifikace, uskutečnění testovacího letu s posádkou k ISS. Ten (s označením Boeing Crew Flight Test) je opakovaně odkládán, a tak musí NASA místo očekávané řádné mise Starliner-1 a dalších letů nasazovat lodi Crew Dragon. Podle předběžných návrhů měl Starliner-1 letět na podzim 2023, ale byl nahrazen misí SpaceX Crew-7. A protože ani na jaře 2023 nebylo jasné, kdy se testovací let uskuteční, došlo k dalšímu odkladu Starlineru-1 a NASA oznámila, že i v dalším termínu na jaře 2024, konkrétně v únoru, počítá s misí SpaceX Crew-8.
Koncem ledna 2024 pak NASA oznámila dva možné termíny startu – 1. března nebo 22. února 2024. Výběr mezi nimi záležel na tom, zda se podaří vypustit k Měsíci s nákladem NASA první přistávací modul (IM-1) společnosti Intuitive Machines. Jeho start byl naplánován nejdříve na 14. února 2024 ze stejné rampy 39A, z níž měla letět také Crew-8. Pokud by IM-1 odletěl včas, mohla by Crew-8 by odstartovat 1. března. V opačném případě, kdyby IM-1 promeškala své několikadenní startovní okno určené podle vhodnosti světelných podmínek při přistání na Měsíci, by Crew-8 mohla odletět už 22. února 2024. Už 13. února však NASA oznámila, že počítá se startem mise nejdříve 28. února 2024 v 05:49 UTC, a za dva dny start odložila o další dva dny, na 1. března 2024 v 05:04:26 UTC s očekávaným připojením ke stanici 2. března 2024 ve 12:00 UTC.
V poslední únorový den však NASA a SpaceX vyhlásily kvůli nevhodnému počasí podél letové trajektorie odklad startu na 3. března 2024 v 04:16.UTC. I tento termín byl ze stejného důvodu tři a půl hodiny před startem o jeden den odložen, a tak raketa Falcon 9 Block 5 vynesla kabinu Crew Dragon Endeavour z Kennedyho vesmírného střediska 4. března 2024 v 03:53:38 UTC. K přednímu portu (Harmony forward) Mezinárodní vesmírné stanici (ISS) se loď připojila 5. března 2024 v 07:28 UTC.
Loď se poté 2. května 2024 přesunula z předního na horní port modulu Harmony, aby uvolnila přední port a umožnila tak jednodušší přílet kosmické lodi Starliner při nadcházejícím testovacím letu s posádkou Boeing Crew Flight Test. Pro případ, že by se lodi nepodařilo se znovu připojit a členové posádky by zůstali na stanici bez záchranného plavidla, byla kompletní posádka během přesunu na palubě. Crew-8 se od předního portu stanice odpojila v 12:57 UTC a k hornímu se připojila ve 13:46 UTC.
Čtyři astronauti vystřídali kolegy z letu SpaceX Crew-7, kterým v březnu 2024 skončila jejich více než půlroční Expedice 70 zahájená v srpnu 2023. Po několika týdnech na ISS – 6. dubna 2024 – se stali členy nové dlouhodobé Expedice 71. Také Crew-8 měla podle plánů zůstat k ISS připojena zhruba šest měsíců a odletět poté, co posádka předá stanici posádce navazujícího letu SpaceX Crew-9. Harmonogram se ale změnil poté, co v červnu 2024 k ISS s potížemi doletěla kosmická lodi Starliner na certifikační misi Boeing Crew Flight Test. Řešení jejích problémů s manévrovacími tryskami si vyžádalo mnoho týdnů dodatečných testů, a proto NASA proto 6. srpna 2024 oznámila odklad startu posádky Crew-9 na „nejdříve 24. září 2024”, tedy až po skončení Expedice 71. 
O několik dní později vyšlo najevo, že posádky Matthewa Dominicka odletí zpět na Zemi počátkem října 2024. Termín odpojení NASA později upřesnila na 7. října v 07:00 UTC, ale poté 5. a 6. října kvůli počasí v místě přistání odložila – nejdříve na 8. října 2024 v 07:05 UTC a poté už o dva další dny na 10. října 2024 ve stejném čase. Tropická bouře Milton, přeměněná na hurikán nejsilnějšího, pátého stupně, však zamířila k Floridě, a proto NASA a SpaceX 8. října rozhodly o dalším odkladu, tentokrát rovnou o 3 dny, na 13. října v 07:05 UTC. Čas odletu byl dále upřesněn na 10:05 UTC s tím, že přistání je naplánováno na 14. října 2024 v 19:38 UTC, pokud to dovolí počasí v možných místech přistání, což byla správná poznámka, protože právě s ohledem povětrnostní podmínky musel být odlet doslova několik hodin před naplánovaným termínem zrušen. Agentura a provozovatel pak kvůli počasí postupně stanovili nové nejbližší možné termíny odletu na 18. října, 20. října a 21. října 2024, vždy v 07:05 UTC, poté na 22. října a 23. října 2024,  v obou případech v 01:05 UTC, a nakonec o 20 hodin později, v 21:00 UTC s očekávaným přistáním 25. října. Loď se nakonec od stanice bez potíží odpojila pět minut po naplánovaném čase a přistála 25. října 2024 v 07:29:02 UTC do vod Mexického zálivu, nedaleko města Pensacola.
S více než 235 dny trvání se mise stala nejen nejdelším letem některé z lodí Crew Dragon, ale vůbec nejdelším letem s posádkou v americké kosmické lodi v historii.

### Zdravotní problém
Na briefingu asi 90 minut po přistání představitelé NASA a SpaceX uvedli, že s návratem kosmické lodi nebyly žádné problémy, a posádka si „vede skvěle“.
NASA však nedlouho poté uvedla, že po obvyklých lékařských testech po vyzvednutí Dragonu a vstupu jeho posádky na palubu transportní lodi vznikla potřeba dodatečného preventivního vyšetření astronautů. Všichni čtyři proto byli převezeni do nemocnice v Pensacole. Ale zatímco tři z nich byli z nemocnice brzy propuštěni a odletěli do Johnsonova vesmírného střediska, zbylý člen posádky – jeden z Američanů – byl ve stabilizovaném stavu hospitalizován pro blíže nespecifikovaný zdravotní problém. I on však byl už o den později z nemocnice propuštěn a odletěl do Houstonu, kde se připojil ke kolegům. NASA s ohledem na ochranu osobních údajů nezveřejnila totožnost astronauta ani příčinu jeho krátké hospitalizace.